# Żelechów (công xã)
Gmina Zelechów là một vùng  thành thị-nông thôn (quận hành chính) ở Garwolin, Masovian Voivodeship, ở miền đông trung bộ Ba Lan. Khu hành chính của nó là thị trấn Żelechów, nằm khoảng 22 kilômét (14 mi) về phía đông nam của Garwolin và 78 km (48 mi) phía đông nam Warsaw.
Gmina có diện tích 87,64 kilômét vuông (33,8 dặm vuông Anh), và tính đến năm 2006, tổng dân số của nó là 8.390 (trong đó dân số Żelechów lên tới 4.3016, và dân số của khu vực nông thôn của Gmina là 4.374).

## Làng
Ngoài thị trấn Żelechów, Gmina Żelechów chứa các làng và các khu định cư của Antonówka, Brod, Budki, Budki Kotłowskie, Gąsiory, Goniwilk-Las, Gózdek, Huta Żelechowska, Janówek, Jezioro, Józefów, Kalinów, Kałuskie, Kontrowers, Kotłówka, Lomnica, Łużki, Michalin (Gąsiory), Michalin (Janówek), Nad Rzeką, Nowy Goniwilk, Nowy Kębłów, Ostrożeń Trzeci, Piastow, Pod Lasem, Podlasie, Podwierzbie, Sokolniki, Stary Goniwilk, Stary Kębłów, Stefanów, Władysławów, Wola Żelechowska và Zakrzówek.

## Gmina lân cận
Gmina Żelechów giáp với Gmina của Górzno, Kłoczew, Miastków Koscielny, Sobolew, Trojanów và Wola Mysłowska.